# Afrocyclops curticornis
Afrocyclops curticornis – gatunek widłonoga z rodziny Cyclopidae. Opisał go w 1932 roku niemiecki zoolog Friedrich Kiefer, nadając mu nazwę Eucyclops curticornis.